# Tetradecagon

Tetradecagon regulat

Tetradecagonul este un poligon cu 14 laturi și 14 vârfuri.